# 부재의 기억
《부재의 기억》(In the Absence)은 한국, 미국에서 제작된 이승준 감독의 2018년 단편 다큐멘터리 영화이다. 대부분이 어린이였던 약 300명의 목숨을 앗아간 2014년 침몰한 세월호에 관해 다루고 있다.

## 수상
이 다큐멘터리는 미국의 다큐멘터리 영화제인 DOC NYC에서 2018년 심사위원상을 받았다.
부재의 기억은 제92회 아카데미상에서 아카데미상 단편 다큐멘터리 부문에서 후보로 이름을 올렸다. 2019년 영화 기생충이 아카데미상 후보로 오르기 전까지 대한민국 영화 가운데 오스카상 후보로 오른 유일한 작품이다.

## 같이 보기
- 세월호 침몰 사고
- 2019년 영화